# Rete ottica passiva
Una rete ottica passiva, nota anche con l'acronimo PON (dall'inglese passive optical network)  è una tecnologia di telecomunicazioni utilizzata per portare il collegamento in fibra ottica all'utenza finale destinataria. 
La PON consente di evitare il dispiegamento di collegamenti in fibra individuali tra l'hub e il destinatario, riducendo i costi infrastrutturali. Le reti ottiche passive costituiscono una delle possibili implementazioni dell'"ultimo miglio" tra un fornitore di servizi di telecomunicazioni e l'utenza finale.

## Evoluzione storica

### Le prime specifiche tecniche
I requisiti e le caratteristiche tecniche di riferimento per le PON sono state oggetto di due gruppi di standarizzazione primari, l'Institute of Electrical and Electronics Engineers (IEEE) e l'Unione internazionale delle telecomunicazioni (ITU), specificatamente da parte dell'ITU-T, oltre che di altre organizzazioni industriali.
La Society of Cable Telecommunications Engineers (SCTE) ha emesso anche la specifica per le frequenze radio su vetro (radio frequency over glass, RFoG) per il trasporto del segnale su una rete ottica passiva.

### FSAN e ITU
La definizione delle architetture fiber to the home, mirate a far arrivare la trasmissione su fibra ottica fino in casa dell'utente finale, ebbe inizio nel 1995, a carico del gruppo di lavoro denominato FSAN (acronimo di Full Service Access Network, rete di accesso a servizio completo), composto dai principali operatori e produttori del settore delle telecomunicazioni.
L'ITU proseguì l'attività definendo lo standard per le prime due generazioni di PON. Il primo standard ITU-T G.983 era basato sull'impiego della tecnologia di trasmissione ATM (Asynchronous Transfer Mode) e per questo motivo viene normalmente denominato APON (ATM PON). I miglioramenti introdotti in seguito, uniti al graduale declino della tecnologia ATM, portarono alla pubblicazione della versione finale completa della raccomandazione ITU-T G.983, normalmente conosciuta come "PON a banda larga" (broadband PON o BPON). Una rete APON/BPON tipica prevede una banda in downstream pari a 622 megabit al secondo (Mbit/s) (corrispondente alla gerarchia trasmissiva STM-4 dell'SDH e OC-12 del SONET) e 155 Mbit/s in upstream (STM-1 SDH/OC-3 SONET), anche se lo standard di per sé consente di gestire anche velocità più elevate.
Il successivo standard ITU-T G.984 Gigabit-capable Passive Optical Networks (GPON) rispetto al BPON apportò un aumento sia in termini di velocità che di efficienza nell'utilizzo della banda tramite l'uso di pacchetti di maggior dimensione e di lunghezza variabile. Lo standard prevede diverse scelte per la velocità di trasferimento ma a livello industriale si sono consolidate le velocità di 2.488 gigabit al secondo (Gbit/s) in downstream e di 1.244 Gbit/s in upstream bandwidth. L'algoritmo di incapsulamento del traffico utente (GPON Encapsulation Method, GEM) inoltre consente una pacchettizzazione molto efficiente con segmentazione della trama.
A metà del 2008, Verizon aveva installato oltre 800 000 linee GPON. Nello stesso periodo British Telecom, BSNL, Saudi Telecom Company, Etisalat e AT&T realizzarono reti sperimentali avanzate rispettivamente in Regno Unito, India, Arabia Saudita, Emirati Arabi Uniti e negli Stati Uniti. Allo stato attuale, le reti GPON sono ormai presenti e operative in molte parti del mondo e la tendenza indica chiaramente una crescita delle GPON superiore rispetto alle altre tecnologie PON.
L'ulteriore raccomandazione ITU-T G.987 ha definito al cosiddetta 10G-PON caratterizzata da una velocità di trasferimento di 10 Gbit/s in downstream e 2.5 Gbit/s in upstream. La struttura usata per la trama è molto simile a quella definita per la G-PON ed è concepita per poter coesistere con eventuali dispositivi GPON già presenti nella stessa rete.

### Le ratifiche dell'IEEE
Nel 2004 l'IEEE ha ratificato lo standard Ethernet PON (noto anche come EPON o GEPON) 802.3ah-2004 nell'ambito del progetto "Ethernet in the first mile" del gruppo di specifiche IEEE 802.3. EPON indirizza una rete a corto raggio (short haul) che impiega pacchetti ethernet, cavi in fibra ottica e un singolo strato di protocollo. L'EPON utilizza le trame Ethernet standard 802.3 con velocità di trasferimento simmetrica a 1 Gbit/s sia in upstream che in downstream e trova il suo campo di impiego nelle reti di tipo data-centrico così come nelle reti convergenti per servizi di voce, video e dati. 
L'emendamento IEEE 802.3av (sempre nel contesto IEEE 802.3) ha ratificato la variante 10 Gbit/s EPON o 10G-EPON che prevede la doppia velocità 10/1 Gbit/s. La distribuzione delle lunghezze d'onda in downstream consente di operare contemporaneamente a 10 Gbit/s su una lunghezza d'onda e a 1 Gbit/s su una lunghezza d'onda differente così da consentire di utilizzare sulla stessa PON sia la modalità IEEE 802.3av che quella IEEE 802.3ah. Il canale in upstream può anch'esso gestire contemporaneamente le modalità IEEE 802.3av e 802.3ah (a 1 Gbit/s) su una singola lunghezza d'onda condivisa a 1310 nm.
Nel 2014 erano state installate oltre 40 milioni di porte EPON, dato che rende questa tecnologia di PON la più diffusa in termini numerici. L'EPON è anche la tecnologia di base per i servizi business forniti dagli operatori di telecomunicazione come parte delle specifiche "DOCSIS Provisioning of EPON" (DPoE).
Per il modo in cui è stata definita, la 10G EPON è totalmente compatibile con gli altri standard Ethernet esistenti e non richiede alcun tipo di conversione o incapsulamento dei pacchetti per poter interoperare con altre reti ethernet a cui è collegata, sia in upstream che in downstream. Ciò comporta che questa tecnologia può trasportare in modo nativo e trasparente qualsiasi tipo di comunicazione basata su IP o comunque a pacchetto e, grazie alla vastissima installazione dell'ethernet nelle aziende, negli uffici e a livello domestico, l'EPON in generale è molto economica da implementare.

### La "SPON"
La variante sicura della rete ottica passiva (secure passive optical network, SPON) è stata sviluppata nel 2009 da Cable Manufacturing Business per soddisfare i requisiti SIPRNet dell'US Air Force. Questa tecnologia integra nella GPON il sistema di distribuzione protettivo PDS.
Le modifiche ai requisiti NSTISSI 7003 del PDS e il mandato governativo sulla green technology hanno portato il governo federale degli Stati Uniti a prendere in considerazione la SPON come un'alternativa all'ethernet e ai dispositivi crittografici attivi e il Dipartimento dell'Esercito degli USA ha emesso una direttiva che prevedeva l'adozione di questa tecnologia entro l'anno fiscale 2013, con fornitura da parte di Telos Corporation.

## Descrizione generale

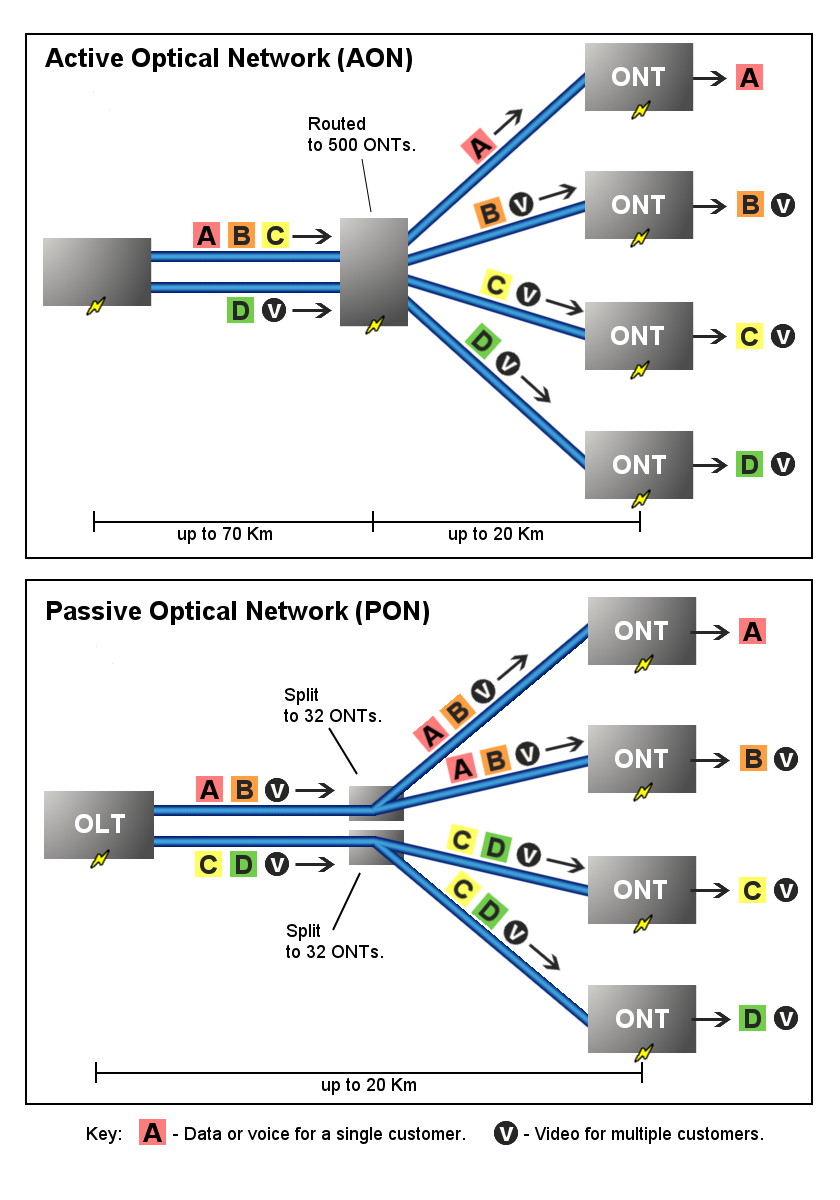
Distribuzione del traffico in una rete ottica attiva (in alto) rispetto a una rete ottica passiva

La caratteristica distintiva è la realizzazione di un'architettura punto-multipunto, in cui si utilizzano splitter ottici non alimentati così da usare una singola fibra ottica per raggiungere più destinatari.
Una PON è composta da un terminale di linea ottico (OLT, optical line terminal) posizionato nel sito centrale dell'operatore (hub) e da un insieme di unità di rete ottica (optical network unit, ONU) o terminali di rete ottica (optical network terminal, ONTs), prossimi agli utenti finali. Rispetto a un'architettura completamente punto-punto, una PON riduce la quantità di fibra e di dispositivi hub e costituisce una forma di rete di accesso in fibra ottica.
Nella maggior parte dei casi, il segnale in downstream viene trasmesso in broadcast a tutte le destinazioni condividendo più fibre, in forma criptata per evitare di essere intercettato.
I segnali in upstream invece vengono combinati insieme usando un protocollo ad accesso multiplo, tipicamente di tipo a divisione di tempo (TDMA).

## Caratteristiche ed elementi della rete
La PON si basa su una multiplazione ottica di tipo WDM, con l'impiego di una lunghezza d'onda per il traffico in downstream e di un'altra per quello in upstream, su fibra ottica monomodale (ITU-T G.652). BPON, EPON, GEPON e GPON utilizzano lo stesso schema che prevede le lunghezze d'onda di 1490 nanometri (nm) per il segnale downstream e di 1310 nm per quello upstream. Una terza lunghezza d'onda di 1550 nm è riservata per servizi collaterali opzionali, tipicamente video (analogico) in radiofrequenza.
Oltre alla bit rate, lo standard descrive anche una serie di parametri relativi alla trasmissione ottica; il più comune è il margine di perdita di potenza fissato a 28 dB sia per BPON che per GPON, che consente una portata di circa 20 km con uno split a 32 vie (32 utenze servite dalla singola fibra). Nei sistemi GPON l'impiego di tecniche di correzione degli errori (Forward Error Correction, FEC) consente di guadagnare un ulteriore margine di 2–3 dB. Il margine di 28 dB si presume migliorerà contestualmente agli avanzamenti nella tecnologia ottica. Sebbene i protocolli GPON ed EPON prevedano un rapporto di split elevato (fino a 128 utenze per fibra per GPON e fino a 32 768 per EPON), nella pratica la maggior parte delle reti PON adotta un rapporto di split 1:32 o inferiore.

### Struttura
Una PON è costituita da un nodo di centrale (central office) che rappresenta il terminale di linea ottica (optical line terminal, OLT), da uno o più nodi utente, denominati unità di rete ottica (optical network unit, ONU) o terminali di rete ottica (optical network terminals, ONTs) e dalle fibre e dagli splitter interposti, che rappresentano la rete di distribuzione ottica (optical distribution network, ODN). Una PON è una rete condivisa, nel senso che l'OLT manda in downstream verso tutte le ONU un singolo flusso di traffico mentre ogni ONU preleva soltanto i pacchetti espressamente destinati a lei. Per impedire l'intercettazione del traffico, i dati vengono trasmessi in forma crittografata.
L'OLT svolge il ruolo di interfaccia tra la PON e la rete core del fornitore di servizi (operatore). I servizi tipicamente comprendono:
- traffico IP su Fast Ethernet, Gigabit Ethernet, o 10 Gigabit Ethernet;
- interfacce TDM di tipo standard come SDH/SONET;
- interfacce ATM a 155 o 622 Mbit/s.

L'ONU/ONT è l'altro punto terminale della PON ed espone le interfacce di servizio native verso l'utente finale. Lo standard ITU-T usa il termine "ONT" per descrivere una ONU mono-cliente. In caso di ONU multi-cliente, l'uscita verso il destinatario finale viene smistata all'interno del nodo verso le interfacce native lato utente. I servizi in uscita possono comprendere la telefonia tradizionale (POTS) o il voice over IP (VoIP)), traffico dati (tipicamente Ethernet o V.35), video e/o applicazioni di telemetria (TTL, ECL, RS530, eccetera). Spesso l'ONT/ONU può essere composto da due parti:
- l'ONU vero e proprio, che termina la rete PON ed espone verso l'utente finale interfacce multi-servizio come DSL, cavi coassiali cable o ethernet;
- il terminale di rete (network termination equipment, NTE), che fornisce i dati di ingresso in upstream alle interfacce multi-servizio e convoglia in downstream le interfacce di servizio native dell'utente (ethernet o doppino).

### Gli aspetti infrastrutturali
Le reti ottiche passive per suddividere il segnale non utilizzano componenti elettrici alimentati ma si basano sull'impiego di beam splitter. Ogni splitter tipicamente può suddividere il segnale proveniente da una singola fibra verso 16, 32 o anche 256 fibre, a seconda del produttore; più splitter inoltre possono essere raggruppati in un singolo armadietto di distribuzione.
Uno beam splitter non richiede alcun tipo di alimentazione esterna e non possiede capacità di switch né di buffering; il collegamento risultante è un link di tipo punto-multipunto. Per questo tipo di connessione, i terminali ottici lato utente finale devono compiere alcune elaborazioni che altrimenti non sarebbero necessarie. Per esempio, l'assenza di switch comporta che l'OLT debba trasmettere l'informazione in broadcast per tutti gli utenti collegati a valle degli splitter che quindi potenzialmente ricevono anche pacchetti non destinati a loro. L'ONU deve quindi farsi carico di filtrare solo i pacchetti espressamente indirizzati verso i propri destinatari. L'assenza di buffering negli splitter comporta che ogni singolo terminale ottico debba far parte di uno schema di multiplazione coordinato in modo da evitare collisioni e conflitti tra i segnali trasmessi dai vari utenti finali; questo si può ottenere tramite multiplazione a divisione di lunghezza d'onda (WDM), per cui ogni utente utilizza una lunghezza d'onda dedicata, oppure a divisione di tempo (TDM), per cui ogni utente può trasmettere solo nella sua finestra di tempo dedicata. La modalità TDM è stata la prima ad essere introdotta in ordine di tempo.
Le PON presentano pro e contro rispetto alle reti attive. A loro vantaggio, evitano la complessità di manutenere dispositivi elettronici operanti all'esterno e consentono la distribuzione anche di segnali di tipo analogico, consentendo così la distribuzione della TV analogica. Di contro, le centrali devono essere dotate di OLT in grado di trasmettere il segnale in broadcast e con un livello di potenza sufficiente a raggiungere tutte le destinazioni finali. Inoltre, per l'assenza di switching ogni terminale utente deve per forza trasmettere direttamente verso l'OLT (e non verso il primo elemento di rete utile come nelle reti attive) e questo può comportare la necessità di extender per coprire la distanza fisica (cosa che non è necessaria nelle reti attive).

## Allocazione della banda in upstream
L'allocazione della banda in upstream assegnata alle ONU è in carico all'OLT. Dato che la rete è di tipo condiviso, il traffico upstream proveniente dalle ONU potrebbe collidere causando congestione se trasmesso in modo completamente causale. Per evitare questa situazione, l'OLT deve prima di tutto tenere conto dei ritardi di trasmissione tra le varie ONU. Dato che ogni ONU è situata a una distanza differente dall'OLT, anche il ritardo di trasmissione sarà unico per ciascuna ONU. L'OLT quindi, usando protocolli di OAM (Operations, Administration and Management), misura il ritardo caratteristico di ogni ONU e memorizza il risultato nell'ONU stesso. In questo modo, l'OLT è in grado di equalizzare i ritardi di tutti gli ONU collegati a esso.
Una volta stabilito e memorizzato tale ritado, l'OLT trasmette dei grant a ciascun ONU. Un grant consiste nel permesso di utilizzare un certo quantitativo di banda in upstream per un intervallo di tempo definito. La distribuzione dei grant viene ricalcolata dinamicamente ogni pochi millisecondi e in questo modo, riallocando continuamente la banda e controllando chi può trasmettere in upstream in ogni momento, garantisce che ogni ONU abbia a disposizione la banda in upstream richiesta dalle proprie necessità di servizio.
Alcuni servizi, in particolare la telefonia tradizionale e alcune classi di servizi dati, richiedono una banda costante in upstream e per essi l'OLT può allocare una quantità predefinita di banda. La maggior parte del traffico dati però, come ad esempio il traffico internet, è di tipo bursty ed estremamente variabile. L'OLT deve ricorrere quindi a tecniche di traffic engineering come il multiplexing statistico e l'allocazione dinamica della banda tramite overbooking (banda potenziale allocata superiore a quella effettivamente disponibile) contando sul fatto statistico che al picco di traffico di un ONU può corrispondere a compensazione un periodo di traffico molto basso o nullo di un altro ONU.
Nella GPON ci sono due modalità di allocazione dinamica della banda: status-reporting (SR) e non-status reporting (NSR).
Nella modalità NSR, l'OLT alloca continuamente su ciascun ONU un piccolo quantitativo di banda extra. Se l'ONU non ha necessità di invare traffico, durante la sua allocazione in eccesso trasmette delle trame vuote (idle). Se l'OLT registra che un determinato ONU non sta mandando trame vuote, ne aumenta l'allocazione di banda. Una volta che il picco di trasmissione è terminato, l'ONU inizierà a trasmettere un numero elevato di trame vuote e a quel punto l'OLT ridurrà di conseguenza la banda allocata per quell'ONU. Questa modalità ha il vantaggio che non impone alcun requisito all'ONU; di contro, l'OLT non ha alcun criterio per distribuire al meglio l'allocazione della banda tra più ONU che in un dato momento ne richiedono una quantità maggiore.
Nella modalità SR, l'OLT chiede periodicamente agli ONU lo stato delle loro code di trasmissione. Ogni ONU possiede diversi contenitori di trasmissione (transmission containers, T-CONT), ciascuno con una propria classe di traffico o di priorità. L'ONU riporta all'OLT lo stato individuale di ciascuno dei suoi T-CONT sotto forma di misura logaritmica del traffico in attesa di essere trasmesso nella coda del T-CONT. L'OLT, conoscendo sia il service level agreement associato a ogni T-CONT della PON che la dimensione di ogni coda di ogni T-CONT, può quindi ottimizzare la redistribuzione della banda disponibile nella PON.
I sistemi EPON utilizzano un meccanismo di allocazione dinamico equivalente alla modalità SR della GPON: l'OLT richiede a ogni ONU lo stato delle proprie code (inviato tramite un messaggio di REPORT) e garantisce la banda tramite un messaggio di GATE.

## Varianti

### TDM-PON
Nella rete di distribuzione delle TDM-PON si usano splitter ottici passivi. Ogni ONU/ONT trasmette in upstream solo nella finestra di tempo (time-slot) a lui assegnata, secondo i principi della multiplazione a divisione di tempo. In questo modo, in ogni istante l'OLT riceve traffico da un solo ONU/ONT alla volta. In downstream, l'OLT può trasmettere sia in modo continuo che a burst: ogni ONU/ONT riconosce il traffico a lui destinato tramite una label di indirizzo trasmessa insieme al segnale.
Nell'ambito di questa variante, APON/BPON, EPON e GPON hanno un'ampia diffusione. A novembre 2014, risultavano installate e operative all'incirca 40 milioni di porte EPON, che risultava quindi il sistema più diffuso.
Nel 2015, la GPON copriva una quota di mercato inferiore ma si prevede che nel 2020 raggiunga i 10.5 miliardi di dollari.

### DOCSIS Provisioning of EPON (DPoE)
Il Data Over Cable Service Interface Specification (DOCSIS) Provisioning of Ethernet Passive Optical Network, o DPoE, è un insieme di specifiche emesse dal Cable Television Laboratory che realizzano l'interfaccia di servizio DOCSIS sui livelli MAC e fisico (PHY) standard definiti per l'Ethernet PON (EPON, GEPON or 10G-EPON). In altri termini, questa variante aggiunge le funzionalità di Operations Administration Maintenance e Provisioning (OAMP) definite nel DOCSIS in modo tale che l'OLT opera a tutti gli effetti come un sistema terminale di modem cablato (Cable Modem Termination System, CMTS) detto anche sistema DPoE. Oltre a offrire lo stesso tipo di servizi IP di un CMTS, il DPoE è in grado di fornire anche i servizi MEF 9 e 14 per il traffico Ethernet destinato a utenze di tipo aziendale o affari.

### Radio frequency over glass (RFoG)
Radio frequency over glass (RFoG) è un tipo di PON che trasporta su fibra segnali in radiofrequenza in precedenza trasmessi su rame (principalmente su cavi hybrid fibre-coaxial). In downstream la RFoG è un sistema punto-multipunto autonomo oppure un livello di servizio aggiunto tramite multiplazione WDM su una PON già esistente di tipo GEPON/EPON. In upstream il traffico a radiofrequenza utilizza una propria lunghezza d'onda separata da quella della PON di appoggio. 
A livello di standardizzazione, il Working Group 5 dell'Interface Practices Subcommittee (IPS), facente capo alla Society of Cable and Telecommunications Engineers (SCTE), sta completando la normativa IPS 910 RF over Glass. RFoG è compatibile all'indietro con le tecnologie di modulazione a radiofrequenza esistenti ma non offre banda aggiuntiva ai servivi basati sulla radiofrequenza. Sebbene non ancora completato, lo standard RFoG in realtà prevede una scelta tra varie opzioni standard possibili tra loro non compatibili (non possono essere usate insieme nella stessa PON). Alcune di queste opzioni sono in grado di interoperare con altri tipi di PON mentre altre non possono farlo. 
Questa variante consente di sfruttare le tecnologie a radiofrequenza nei siti in cui è disponibile solo l'accesso in fibra o dove non è disponibile o fattibile l'accesso in rame. Questa tecnologia è focalizzata per gli operatori di tv via cavo per consentire l'impiego delle loro reti HFC esistenti.

### WDM-PON
La Wavelength Division Multiplexing PON, o WDM-PON, è una variante non standardizzata in fase di sviluppo da parte di diverse aziende.
La WDM-PON consente di definire sulla stessa infrastruttura fisica più PON virtuali utilizzando per ciascuna di esse un insieme differente di lunghezze d'onda multiplate insieme sulla stessa fibra, ognuna dedicata a un ONU. In alternativa, le varie lunghezze d'onda possono essere condivise tramite multiplazione statistica per ottimizzare la distribuzione delle lunghezze d'onda e abbassare i ritardi delle ONU.
Per le WDM-PON non sono ancora disponibili né uno standard né una definizione condivisa sul significato stesso del termine. Secondo alcune definition, per WDM-PON si intende l'uso di una lunghezza d'onda dedicata per ciascun ONU. Secondo altre definizioni invece una WDM-PON indica semplicemente una qualsiasi PON che impiega più di una lunghezza d'onda in una qualsiasi delle direzioni.
Rispetto alle PON, una WDM-PON presenta maggior riservatezza e scalabilità in quanto ogni ONU riceve solo la propria lunghezza d'onda. Come vantaggio, il livello MAC risulta semplificato perché la connettività punto-punto viene realizzata nel dominio ottico e quindi non è necessario un MAC di tipo punto-multipunto. Inoltre ogni lunghezza d'onda può lavorare a velocità diversa e su protocolli diversi, facilitando così un'evoluzione del tipo "paghi-quando-cresci". Di contro, ci sono i costi elevati di installazione e messa in esercizio e dei componenti ottici WDM. Anche il controllo della temperatura è un punto critico per la stabilità delle lunghezze d'onda che sono sensibili alle condizioni ambientali.

### TWDM-PON
La PON che combina la multiplazione a divisione di tempo e di lunghezza d'onda (TWDM-PON) è una soluzione primaria per le reti PON di prossima generazione (NG-PON2) definita dalla full service access network (FSAN) ad aprile 2012. La TWDM-PON può coesistere con i sistemi Gigabit PON (G-PON) e 10 Gigabit PON (XG-PON) commerciali già operanti.

### Long-Reach Optical Access Network
Il concetto della Long-Reach Optical Access Network (rete di accesso ottica a lunga portata, LROAN) consiste nel sostituire la conversione ottico-elettrico-ottico che avviene sullo scambio locale con un circuito ottico continuo che parte dall'utente fino alla rete core. Gli studi di Davey e Payne per British Telecom hanno dimostrato un risparmio di costi significativo derivante dalla riduzione degli apparati elettronici e dello spazio fisico necessario nei centri di scambio locale o di cablaggio. Una prova di fattibilità ha dimostrato che è possibile servire 1024 utenti a una velocità di 10Gbit/s con una portata di 100 km.
Questa tecnologia è talvolta indicata come Long-Reach PON, tuttavia molti obiettano che il termine "PON" non sia più applicabile dato che, nella maggior parte dei casi, solo la distribuzione rimane passiva.

## Aspetti tecnologici
Viste le caratteristiche topologiche delle PON, il modo di trasmissione utilizzato è differente tra la direzione downstream (dall'OLT verso le ONU) e quella upstream (dalle ONU verso l'OLT). In downstream, l'OLT distribuisce i segnali in modo continuo (continuous mode, CM), ossia il canale in downstream presenta sempre un segnale ottico attivo. Nella direzione di upstream però le ONU non possono utilizzare il modo continuo, perché tutti i segnali ottici convergerebbero sullo splitter (che in questa direzione funziona come accoppiatore) finendo per sovrapporsi. Per questo motivo, il canale in upstream utilizza il modo di trasmissione bursty (burst mode, BM): ogni ONU trasmette i suoi pacchetti ottici nella finestra temporale assegnata e solo quando deve effettivamente trasmettere qualcosa; questo comporta che tutte le ONU condividono il canale in upstream in multiplazione a divisione di tempo (TDM). In aggiunta, considerando che ogni ONU ha una distanza diversa rispetto all'OLT, anche l'attenuazione ottica e di conseguenza l'ampiezza del segnale associato ai pacchetti è variabile; inoltre non essendoci una sincronizzazione di fase tra le varie ONU, anche la fase dei pacchetti ricevuti dall'OLT cambia da pacchetto a pacchetto. Per compensare queste variazioni di fase e di ampiezza in tempi stretti (per la GPON, sono richiesti 40 ns), è necessario ricorrere per la fase a circuiti di ricostruzione del clock e dei dati in burst mode (burst-mode clock and data recovery, BM-CDR) e per l'ampiezza ad amplificatori operanti in burst mode. Anche il trasmettitore delle ONU deve lavorare in burst mode e quindi deve essere in grado di accendersi e spegnersi in tempi brevi: per questi motivi, i tipi di circuiti adottati nelle PON sono significativamente diversi rispetto a quelli utilizzati negli altri tipi di sistemi ottici punto-punto che operano in modo continuo.

## Componenti ottici passivi
Le motivazioni per realizzare le moderne reti ottiche passive, in aggiunta alla modalità di lavoro passiva, sono l'elevata affidabilità e il basso costo.
I componenti ottici passivi comprendono i multiplatori/demultiplatori WDM, gli isolatori, i circolatori e i filtri. Questi componenti trovano il loro impiego nelle reti aziendali, nei collegamenti in loop, nei collegamenti FTTx e HFC, nei sistemi SDH e SONET e in generale in tutte le reti di telecomunicazioni che impiegano amplificatori ottici e sistemi DWDM. Telcordia Technologies ha pubblicato nel 2010 una proposta di requisiti per questi componenti.

I campi di applicazione dei componenti ottici passivi comprendono la trasmissione multi-canale, la distribuzione, le derivazioni ottiche di monitoraggio, l'amplificazione in fibra tramite combinazione di segnale, la limitazione del bit-rate, i connettori ottici, il supporto per la diversità di percorso e di polarizzazione, gli interferometri e la comunicazione di tipo coerente.
I multiplatori/demultiplatori sono componenti ottici che combinano o separano il segnale ottico in base alla lunghezza d'onda; in particolare i sistemi di tipo "Dense" (DWDM) operano su lunghezze d'onda con caratteristiche spettrali tali da consentire un impacchettamento molto selettivo che consente di combinare insieme in una porzione di spettro relativamente limitata un numero elevato di lunghezze d'onda evitando al contempo interferenze reciproche. Gli accoppiatori ottici wavelenght insensitive svolgono una funzione analoga ma combinano o separano il segnale in modo indipendente (non sensibile) rispetto alle lunghezze d'onda componenti, operando sulla potenza piuttosto che sulla lunghezza d'onda.
Un isolatore ottico è un componente passivo a due porte in grado di far passare il segnale ottico in una direzione (introducendo un'attenuazione minima) e di bloccarlo nella direzione opposta (introducendo un'attenuazione molto elevata). Gli isolatori vengono utilizzati come componenti nei moduli a diodo laser e negli amplificatori ottici nonché nei sistemi di trasmissione ad alta velocità o analogici per ridurre il rumore introdotto dalla riflessione multi-circuito.
Un circolatore ottico è un componente passivo che funziona sullo stesso principio degli isolatori, lasciando passare il segnale ottico in una direzione ma consentendo di redirigere il segnale ottico della direzione inversa verso una terza porta di uscita. Questo tipo di componente trova impiego nelle trasmissioni bidirezionali e consente di smistare il segnale su più fibre in base alla direzione di propagazione.
Un filtro ottico è un componente a due o più porte che è in grado di far passare, riflettere o bloccare il segnale in modo selettivo rispetto alla lunghezza d'onda, consentendo per esempio il passaggio o la deviazione (con attenuazione minima) solo di determinate lunghezze d'onda e bloccando tutte le altre.